# Amaro Lucano
 (août 2009).
Si vous disposez d'ouvrages ou d'articles de référence ou si vous connaissez des sites web de qualité traitant du thème abordé ici, merci de compléter l'article en donnant les références utiles à sa vérifiabilité et en les liant à la section « Notes et références ».
L'Amaro Lucano est un amer italien.

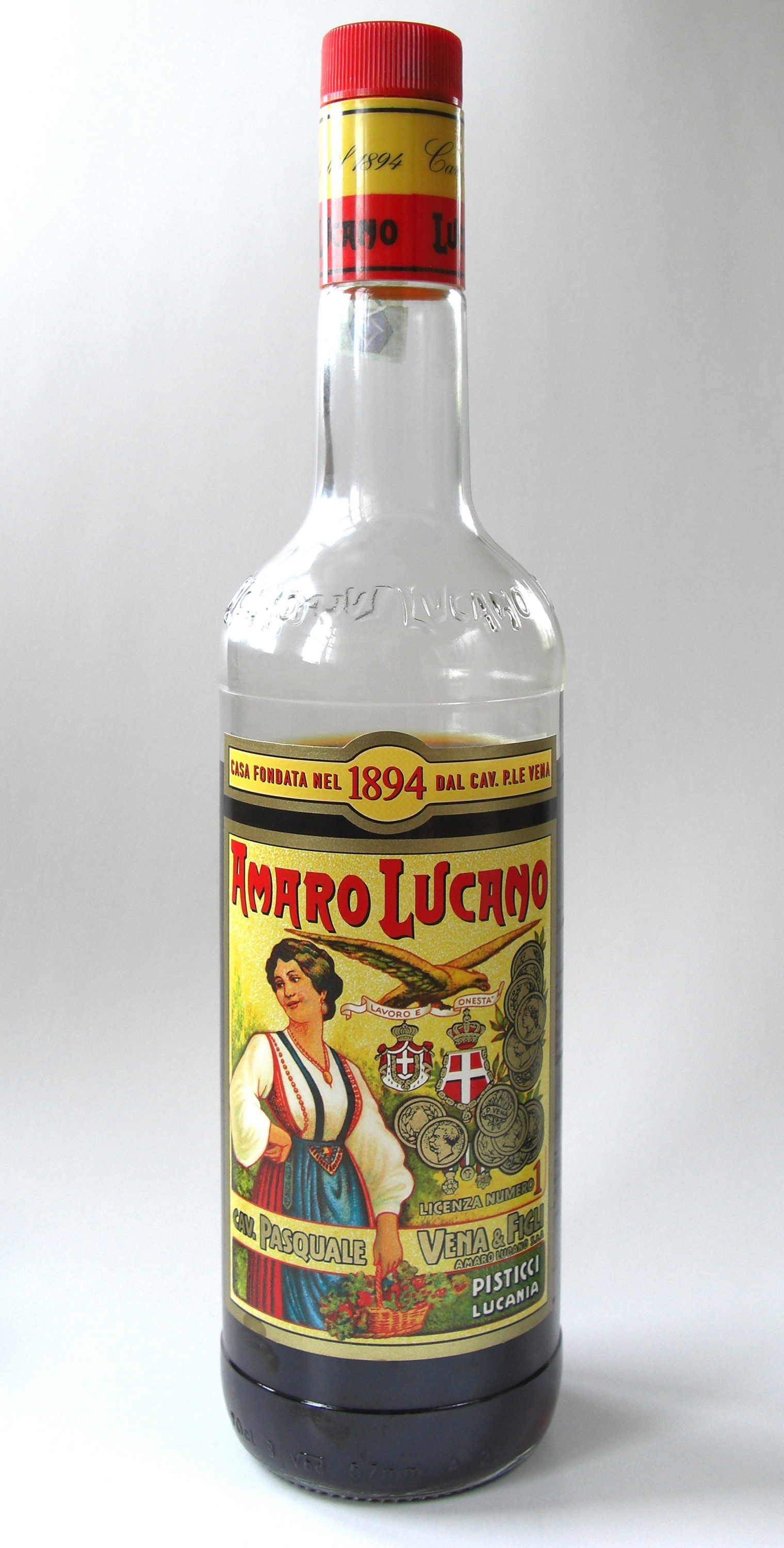
Bouteille

Issu d'une antique et secrète recette transmise de père en fils et fabriqué à Pisticci (province de Matera) à partir d'herbes médicinales typiques de la région Basilicate, il a un goût plein et aromatique qui le rend adapté à diverses dégustations. 
Certifié ISO 9001, il est distillé chez Cav. Pasquale Vena & Figli dont la fondation remonte à la fin du XIXe siècle. Commercialisé en bouteilles de 150, 100, 70, 50 et 3 cl, sa composition reste encore inconnue aujourd'hui.
Titrant à 28 % vol, l'Amaro Lucano peut s'apprécier en apéritif sur glace, avec écorces de citron allongé  d'eau de Seltz, ou en excellent digestif à température ambiante. Il se déguste également chaud sous forme de grog revigorant. Il garnit volontiers glaces et génoiseries artisanales.
- Devise : Lavoro e Onestà (« Travail et honneteté »).